# Zbrojownia kremlowska
Zbrojownia (ros. Оружейная палата, Orużejnaja Pałata) – moskiewskie muzeum i skarbiec. Jest częścią kompleksu kremlowskiego. 

## Opis
Mieści się w gmachu wybudowanym w 1851 przez architekta Konstantyna Thona. Podstawę zbiorów muzealnych tworzą przechowywane od stuleci w carskim skarbcu i patriarszej ryznicy drogocenne przedmioty wykonane w warsztatach kremlowskich, a także otrzymane w darze od poselstw z obcych państw. Swoją nazwą muzeum nawiązuje do jednego ze starszych kremlowskich skarbców.
W zbrojowni były eksponowane jako trofea wojenne trony z Sali Senatorskiej i Sali Tronowej Zamku Królewskiego, wywiezione przez Rosjan z Warszawy pod koniec 1831. 
Od 1960 Zbrojownia wchodzi w skład Muzeów Państwowych Moskiewskiego Kremla, a jej filia – Muzeum Sztuki stosowanej i użytkowej Rosji XVII w. (otwarta w 1962) – znajduje się w byłych Komnatach patriarszych.